# 斯洛比德卡 (科洛梅亞區)
48°35′14″N 25°21′29″E / 48.58722°N 25.35806°E
斯洛比德卡（烏克蘭語：Слобідка），是烏克蘭的村落，位於該國西部伊萬諾-弗蘭科夫斯克州，由科洛梅亚区負責管轄，始建於1750年，面積11.61平方公里，2001年人口768，人口密度每平方公里66.2人。